# 狎鴎亭ロデオ駅
狎鴎亭ロデオ駅（アックジョンロデオえき）は、大韓民国ソウル特別市江南区清潭洞にある、韓国鉄道公社（KORAIL）水仁・盆唐線の駅。駅番号は(K212)。正式な略称としてロデオ（로데오）の名前が使用されている。
当駅とソウルの森駅の間は漢江の下をくぐる水底トンネルで繋がっている。

## 歴史
- 2012年10月6日 - 開業。
- 2013年11月30日 - 急行の運行開始とともに急行停車駅になる。
- 2020年 9月12日 - 水仁線の水原延伸により路線名が盆唐線から水仁・盆唐線に変更。

### 駅名制定論争
現在の駅名は、海外ブランドを取り扱う店が多く集まり、江南地域の有名な通りである「狎鴎亭ロデオ通り」（압구정로데오거리）に由来する。このロデオという名はビバリーヒルズのロデオドライブから取られたもので、現在ソウル市内や韓国の各地にロデオ通りの名を関する同様の通りがあるが、それらの起源はこの狎鴎亭のものである。
当駅は清潭洞にあるため工事中の仮称は「清潭駅」だったが、ソウル都市鉄道7号線（当時）の清潭駅と混同させないように「新清潭駅」という名前で多くの路線図や地図に載せられていた。開通前に江南区庁は駅名を狎鴎亭洞・清潭洞付近にあった旧集落名チョンスッコルにちなんだ「清水（チョンス）ナル駅」または「狎鴎亭ロデオ駅」にするように提議しており、KORAILは駅名制定審議委員会を開き、一時は伝統的地名を生かした「清水ナル駅」に確定した。しかし狎鴎亭洞の住民が反発し、新沙洞（シンサドン）のカロスキル（街路樹通り）など新興のファッションタウンに押されるロデオ通りを再び盛り上げるために駅名にロデオを入れろと運動を行った結果、江南区庁は「狎鴎亭ロデオ駅」の1案のみで修正案を提出し、駅名制定審議を再度行なった結果「狎鴎亭ロデオ駅」に確定した。今の駅名の確定後、清潭洞の住民たちが仮称駅名であった「新清潭駅」にするよう要求した。

## 駅構造
相対式ホーム2面2線を有する地下駅で、エレベーター・エスカレーター・ホームドア設置駅。出口は7番まである。

### のりば
| 1 | 水仁・盆唐線 | 宣陵・水原・烏耳島・仁川方面 |
| 2 | 水仁・盆唐線 | ソウルの森・往十里方面       |

## 利用状況
近年の一日平均乗車人員推移は下記の通り。 
なお、2012年は開業日の10月6日から12月31日までの87日間の平均である。
| 路線         | 路線     | 2010年 | 2011年 | 2012年 | 2013年 | 2014年 | 2015年 | 2016年 | 2017年 | 2018年 | 2019年 | 出典  |
| ------------ | -------- | ------ | ------ | ------ | ------ | ------ | ------ | ------ | ------ | ------ | ------ | ----- |
| 水仁・盆唐線 | 乗車人員 | 未開業 | 未開業 | 8,640  | 12,152 | 13,965 | 14,266 | 14,412 | 14,470 | 15,208 | 16,386 | [ 3 ] |
| 水仁・盆唐線 | 降車人員 | 未開業 | 未開業 | 9,311  | 13,742 | 15,746 | 16,123 | 16,292 | 16,455 | 17,218 | 18,661 | [ 3 ] |
| 路線         | 路線     | 2020年 | 2021年 | 2022年 | 2023年 |        |        |        |        |        |        |       |
| 水仁・盆唐線 | 乗車人員 | 13,675 | 15,770 | 17,669 | 18,935 |        |        |        |        |        |        |       |
| 水仁・盆唐線 | 降車人員 | 15,621 | 17,375 | 19,942 | 21,277 |        |        |        |        |        |        |       |

## 駅周辺
- 狎鴎亭ロデオ通り
- ギャラリア百貨店名品館
- 清潭高等学校
- 清潭中学校
- 狎鴎亭漢陽アパート

## 隣の駅
韓国鉄道公社
 水仁・盆唐線
急行・緩行
ソウルの森駅 (K211) - 狎鴎亭ロデオ駅 (K212) - 江南区庁駅 (K213)